# Ces dames aux chapeaux verts (film, 1929)
Pour les articles homonymes, voir Ces dames aux chapeaux verts.
Pour plus de détails, voir Fiche technique et Distribution.
Ces dames aux chapeaux verts est un film français réalisé par André Berthomieu, sorti en 1929, d'après le roman éponyme de Germaine Acremant (1921).

## Fiche technique
Source principale de la fiche technique :
- Titre : Ces dames aux chapeaux verts
- Réalisation : André Berthomieu
- Scénario : André Berthomieu[2] adapté du roman Ces dames aux chapeaux verts de Germaine Acremant
- Direction artistique :
- Musique : André Petiot[2]
- Décors :
- Costumes :
- Photographie : Georges Périnal, Robert Batton[2] et Jean Isnard[2],[3]
- Son :
- Montage :
- Production :
  - Coproduction :
  - production associée :
  - Production déléguée :
  - Production exécutive :
- Société de production : Étoile-Film
- Distribution : France : Étoile-Film
- Budget :
- Pays de production :  France
- Format : Noir et blanc - Son : film muet - Format 35 mm
- Genre : Comédie
- Durée : ? minutes (2 750 mètres[2])
- Date de sortie : 
  - France : 27 septembre 1929[2],[3]

## Distribution
Source principale de la distribution

Source des rôles

- Gina Barbieri : Telcide
- Jean Dehelly : Jean de Fleurville
- Georges Deneubourg
- Jean Diener
- Dolly Fiorella
- Gabrielle Fontan : Rosalie
- Alexandre Heraut
- Thérèse Kolb : Ernestine
- René Lefèvre : Ulysse Hiacinther
- Simone Mareuil : Arlette
- Raymond Narlay
- Alice Tissot : Marie
- Paul Versa
- Line Noro

## Lieux de tournage
Source principale des lieux de tournage :
Ille-et-Vilaine (France) :
Fougères
Maine-et-Loire (France) :
Angers (Cité du Vieil Angers)
Oise (France) :
Senlis
Paris (France) :
19e arrondissement de Paris (Studio Gaumont des Buttes-Chaumont)